# Wood & Stock: Sexo, Orégano e Rock'n'Roll
Wood & Stock: Sexo, Orégano e Rock'n'Roll é um filme brasileiro de animação do ano de 2006, com base nos personagens de Angeli.

## Sinopse
Em uma festa na virada para 1972, na casa de Cosmo, estão os jovens Wood, Stock, Lady Jane, Rê Bordosa, Rampal, Nanico e Meia Oito, que vivem intensamente o barato do flower power ao explodir dos fogos de ano novo. Trinta anos se passam e nossos heróis, agora carecas e barrigudos, enfrentam as dificuldades de um mundo cada vez mais individual e consumista. Família, filhos, trabalho, contas a pagar e solidão são conceitos que não combinam com o universo inconsequente desses "bichos-grilos" perdidos no tempo. O jeito é dar ouvidos à voz sábia de Raulzito e ressuscitar a velha banda de rock'n'roll.

## Elenco
- Zé Vítor Castiel - Wood
- Sepé Tiaraju de Los Santos - Stock
- Rita Lee - Rê Bordosa
- Janaína Kremer Motta - Lady Jane
- Júlio Andrade - Overall (filho de Lady Jane e Woody)
- Tom Zé - Raul Seixas (Profeta Raulzito)
- Lobão - Bob Cuspe
- Léo Machados - Meia Oito
- Heinz Limaverde - Nanico
- Antônio Falcão - Skrotinhos
- Felipe Mônaco - Rampal e Rhalah Rikota
- Michele Frantz - Sunshine
- Otto Guerra - Dr. Kosseritz
- Geórgia Reck- Purpurina (amiga de Overall)

## Trilha sonora
1. Um Lugar do Caralho - Júpiter Maçã
2. Woody Woodpecker - Arnaldo Baptista
3. Um Oh! e um Ah! - Tom Zé
4. Quando Você Me Disse Adeus - Mopho
5. A Marchinha Psicótica de Dr. Soup - Júpiter Maçã
6. Hulla-Hulla - Rita Lee
7. Canção para Dormir - Júpiter Maçã
8. Ferro na Boneca - Os Novos Baianos
9. 1 Paranormal - Matheus Walter
10. Querida Superhist x Mr. Frog - Júpiter Maçã
11. As Mesmas Coisas - Júpiter Maçã
12. Chão de Estrelas - Panflute Simion Luca
13. The Freaking Alice - Júpiter Maçã
14. Eu Vou Me Salvar - Rita Lee

## Prêmios e indicações

### Prêmios
Grande Prêmio do Cinema Brasileiro
- Melhor Filme de Animação: 2008

 Troféu HQ Mix
- Produção Para Outras Linguagens: 2007

 Festival de Cinema e Vídeo de Cuiabá
- Melhor Música: 2007